# Список вулиць Харкова (П)
| Назва                    | Тип    | Довжина, м | Колишні назви                                                                      | Район(и)                       | Місцевість                                                       |
| ------------------------ | ------ | ---------- | ---------------------------------------------------------------------------------- | ------------------------------ | ---------------------------------------------------------------- |
| Павла Копняєва           | вул.   |            |                                                                                    | Індустріальний                 | Рогань                                                           |
| Павла Копняєва           | пров.  |            |                                                                                    | Індустріальний                 | Рогань                                                           |
| Павла Копняєва           | пр-д   |            |                                                                                    | Індустріальний                 | Рогань                                                           |
| Павла Скоропадського     | вул.   | 1250       | Богунського                                                                        | Немишлянський                  | Ново-Західний                                                    |
| Павла Тичини             | вул.   | 2890       | Чуніхінська, Далекосхідна, Валдайська                                              | Основ'янський                  | Основа, Косолапівка, Добрі Бджоли                                |
| Павла Чубинського        | вул.   | 770        | Холмогорська                                                                       | Слобідський                    | Селище ім. Герцена                                               |
| Павленківська            | вул.   |            |                                                                                    | Немишлянський                  | Горбані                                                          |
| Павленківський           | в-д    |            |                                                                                    | Немишлянський                  | Горбані                                                          |
| Павленківський           | пров.  | 150        |                                                                                    | Основ'янський                  | Захарків, Захисників України, Кінний ринок                       |
| Павлівська               | вул.   | 575        |                                                                                    | Шевченківський                 | Павлівка                                                         |
| Павлівський              | м-н    |            |                                                                                    | Шевченківський Основ'янський   | Поділ                                                            |
| Панаса Мирного           | пров.  | 430        | Миру                                                                               | Київський                      | Велика Данилівка                                                 |
| Панасівський             | пр-д   | 120        |                                                                                    | Холодногірський                | Панасівка                                                        |
| Панасій Яр               | вул.   |            | Польова                                                                            | Індустріальний                 | Рогань                                                           |
| Панський                 | в-д    | 45         | Готнянський                                                                        | Немишлянський                  | Немишля                                                          |
| Пантелеймонівська        | вул.   | 220        | Пантелеймонівська, Бакинських Комісарів                                            | Київський                      | Журавлівка                                                       |
| Парашутистів             | вул.   | 600        |                                                                                    | Салтівський                    |                                                                  |
| Паркова                  | вул.   | 440        |                                                                                    | Основ'янський                  | Основа                                                           |
| Парниківський            | пров.  | 190        |                                                                                    | Новобаварський                 | Новожанове, Мирський Гай                                         |
| Паровозна                | вул.   | 280        |                                                                                    | Немишлянський                  | Немишля                                                          |
| Партизанська             | вул.   | 395        |                                                                                    | Київський                      | Салтівка, Шевченки                                               |
| Партизанський            | пров.  |            |                                                                                    | Київський                      | Салтівка, Шевченки                                               |
| Пархомівський            | пров.  | 380        | Архангельський                                                                     | Новобаварський                 | Нова Баварія                                                     |
| Патріотичний             | в-д    | 100        | Кооперативний                                                                      | Основ'янський                  | Жихор                                                            |
| Пащенківська             | вул.   | 1180       |                                                                                    | Холодногірський                | Іванівка                                                         |
| Пейзажний                | вул.   |            | Суворова                                                                           | Немишлянський                  |                                                                  |
| Пеньківська              | вул.   | 210        | Горького                                                                           | Новобаварський                 | Нова Баварія                                                     |
| Переїзна                 | вул.   | 505        |                                                                                    | Слобідський                    | Балашівка, Качанівка                                             |
| Перекопська              | вул.   | 270        |                                                                                    | Салтівський                    | Тюрінка                                                          |
| Перекопський             | пров.  | 245        |                                                                                    | Салтівський                    | Тюрінка                                                          |
| Перемоги                 | просп. | 2830       |                                                                                    | Шевченківський                 | Олексіївка                                                       |
| Перемоги                 | пров.  | 145        |                                                                                    | Немишлянський                  | Ново-Західний                                                    |
| Переможна                | вул.   | 450        |                                                                                    | Шевченківський                 | Стара Олексіївка                                                 |
| Переможців               | вул.   | 520        | Перемоги                                                                           | Новобаварський                 | Холодна Гора                                                     |
| Переможців               | пров.  | 230        | Коханівська                                                                        | Новобаварський                 | Холодна Гора                                                     |
| Перехресна               | вул.   | 125        |                                                                                    | Немишлянський                  | Стара Салтівка                                                   |
| Переяславська            | вул.   | 750        |                                                                                    | Холодногірський                | Іванівка                                                         |
| Переяславський           | пров.  |            |                                                                                    | Холодногірський                |                                                                  |
| Персиковий               | пров.  | 240        | Каляївський, Волгодонський                                                         | Немишлянський                  | Стара Салтівка                                                   |
| Пестрікова               | вул.   | 380        | Ново-Прокладена, Бабушкіна                                                         | Новобаварський                 | Карпівка                                                         |
| Петинський               | пров.  | 150        | Плеханівський                                                                      | Слобідський                    | Металіст                                                         |
| Петра Болбочана          | вул.   | 1830       | Клапцова, Валківська, Патриса Лумумби                                              | Холодногірський Новобаварський | Холодна гора, Гиївка                                             |
| Петра Григоренка         | вул.   |            |                                                                                    | Шевченківський                 |                                                                  |
| Петра Григоренка         | просп. | 2480       | Стадіонна, 60-річчя СРСР, Маршала Жукова                                           | Слобідський Немишлянський      | Селекційна, Нові Будинки                                         |
| Петра Калнишевського     | пров.  |            | Ціолковського                                                                      | Основ'янський                  |                                                                  |
| Петра Набойченка         | вул.   | 1640       |                                                                                    | Новобаварський                 | Лідне, Нова Баварія                                              |
| Петра Свинаренка         | вул.   | 460        |                                                                                    | Новобаварський                 | Нова Баварія                                                     |
| Петра Тронька            | вул.   | 1010       | Мурафська, Крейсера Аврора                                                         | Холодногірський                | Лиса Гора                                                        |
| Петра Тронька            | пров.  | 165        | Крейсера Аврора                                                                    | Холодногірський                | Лиса Гора                                                        |
| Петра Франка             | пров.  | 600        | Петрашівський                                                                      | Новобаварський                 |                                                                  |
| Петренківська            | вул.   | 90         |                                                                                    | Немишлянський                  | Петренки                                                         |
| 1-й Петренківський       | в-д    | 290        |                                                                                    | Немишлянський                  | Петренки                                                         |
| 1-й Петренківський       | пр-д   | 855        |                                                                                    | Немишлянський                  | Петренки                                                         |
| 1-й Петренківський       | пров.  | 90         |                                                                                    | Немишлянський                  | Петренки                                                         |
| 2-й Петренківський       | в-д    | 315        |                                                                                    | Немишлянський                  | Петренки                                                         |
| 2-й Петренківський       | пр-д   | 530        |                                                                                    | Немишлянський                  | Петренки                                                         |
| 3-й Петренківський       | пр-д   | 280        |                                                                                    | Немишлянський                  | Петренки                                                         |
| 3-й Петренківський       | пров.  |            |                                                                                    | Немишлянський                  |                                                                  |
| 4-й Петренківський       | пр-д   | 45         |                                                                                    | Немишлянський                  | Петренки                                                         |
| Петрівський              | пров.  | 295        |                                                                                    | Основ'янський                  | Верещаківка                                                      |
| Петропавлівська          | вул.   |            | Челюскінців                                                                        | Київський                      |                                                                  |
| Печенізька               | вул.   | 810        |                                                                                    | Немишлянський                  | Немишля                                                          |
| Печерська                | вул.   | 610        |                                                                                    | Холодногірський                | Лиса Гора                                                        |
| Печерський               | пров.  | 440        |                                                                                    | Холодногірський                |                                                                  |
| Пилипа Орлика            | пров.  | 260        | Росинського                                                                        | Основ'янський                  | Жихор                                                            |
| Пилипівська              | вул.   | 460        |                                                                                    | Новобаварський                 | Новожанове                                                       |
| Пильчикова               | вул.   | 490        | Червоної Зірки                                                                     | Основ'янський                  |                                                                  |
| Пирогова                 | вул.   | 650        |                                                                                    | Індустріальний                 |                                                                  |
| Пирятинська              | вул.   | 640        | Волзька                                                                            | Слобідський                    | Селище ім. Герцена                                               |
| Пискунівська             | вул.   | 350        |                                                                                    | Холодногірський                | Центральний ринок, Залопань                                      |
| Пискунівський            | пров.  | 485        |                                                                                    | Холодногірський                | Центральний ринок, Залопань                                      |
| Письменницька            | вул.   | 690        | Нижегородська                                                                      | Київський                      | Велика Данилівка                                                 |
| Південна                 | вул.   | 790        |                                                                                    | Основ'янський                  | Основа                                                           |
| Південнопроектна         | вул.   | 750        |                                                                                    | Основ'янський                  | Основа, Мереф'янка                                               |
| Північна                 | вул.   |            |                                                                                    | Немишлянський                  | Бражники                                                         |
| Північний                | пров.  | 240        |                                                                                    | Індустріальний                 | ХТЗ                                                              |
| Підборівська             | вул.   | 225        |                                                                                    | Новобаварський                 | Пилипівка                                                        |
| Підвітряний              | пров.  | 220        |                                                                                    | Салтівський                    |                                                                  |
| Підгірна                 | вул.   | 2200       |                                                                                    | Холодногірський                | Сортувальня                                                      |
| 1-й Підгірний            | в-д    | 130        |                                                                                    | Холодногірський                | Сортувальня                                                      |
| 2-й Підгірний            | в-д    | 170        |                                                                                    | Холодногірський                | Сортувальня                                                      |
| Підгородній              | пр-д   | 170        |                                                                                    | Холодногірський                | Сортувальня                                                      |
| Підйомна                 | вул.   | 260        |                                                                                    | Немишлянський                  | Немишля                                                          |
| Підлісна                 | вул.   | 760        |                                                                                    | Холодногірський                | Гиївка                                                           |
| Підривний                | пров.  | 220        |                                                                                    | Салтівський                    | Тюрінка                                                          |
| Підшипникова             | вул.   | 260        |                                                                                    | Індустріальний                 | Східний                                                          |
| Підшипниковий            | пров.  | 150        |                                                                                    | Індустріальний                 | Східний                                                          |
| Пілотів                  | пров.  | 340        |                                                                                    | Слобідський                    | Аеропорт                                                         |
| Пілотів                  | пр-д   |            |                                                                                    | Слобідський                    | Аеропорт                                                         |
| Пісочинський             | в-д    |            |                                                                                    | Новобаварський                 |                                                                  |
| Пісочинська              | вул.   |            |                                                                                    | Новобаварський                 |                                                                  |
| Піхотна                  | вул.   | 450        |                                                                                    | Шевченківський                 | Стара Олексіївка                                                 |
| Піхотний                 | пров.  | 350        |                                                                                    | Шевченківський                 | Стара Олексіївка                                                 |
| Піщана                   | вул.   | 140        |                                                                                    | Шевченківський                 | Піски                                                            |
| Піщана                   | наб.   | 200        |                                                                                    | Шевченківський                 | Павлівка                                                         |
| Піщаний                  | пров.  | 325        |                                                                                    | Київський                      | Велика Данилівка                                                 |
| Піщаний                  | в-д    | 210        |                                                                                    | Основ'янський                  | Добрі Бджоли                                                     |
| 1-й Піщаний              | в-д    |            |                                                                                    | Київський                      |                                                                  |
| 2-й Піщаний              | в-д    |            |                                                                                    | Київський                      |                                                                  |
| Планерна                 | вул.   | 755        |                                                                                    | Основ'янський                  | Овочева                                                          |
| Планерний                | пров.  | 140        |                                                                                    | Основ'янський                  | Овочева                                                          |
| Планетна                 | вул.   | 360        |                                                                                    | Салтівський                    |                                                                  |
| Планова                  | вул.   | 1000       | Палладіна                                                                          | Новобаварський                 | Новоселівка                                                      |
| Плановий                 | пров.  | 140        |                                                                                    | Новобаварський                 | Новоселівка                                                      |
| Пластичний               | пров.  | 900        |                                                                                    | Холодногірський                | Залютине                                                         |
| Плетнівський             | пров.  | 330        |                                                                                    | Основ'янський                  | Центр, Поділ                                                     |
| Плиткова                 | вул.   | 3470       |                                                                                    | Індустріальний                 | Східний                                                          |
| Плитковий                | пр-д   | 410        |                                                                                    | Індустріальний                 | Східний                                                          |
| Плитковий                | в-д    | 220        |                                                                                    | Індустріальний                 | Східний                                                          |
| Плитковий                | пров.  | 180        |                                                                                    | Індустріальний                 | Східний                                                          |
| Плитковий                | туп.   | 90         |                                                                                    | Індустріальний                 | Східний                                                          |
| Плідна                   | вул.   | 660        |                                                                                    | Немишлянський                  | Немишля                                                          |
| Плідний                  | пров.  | 225        |                                                                                    | Немишлянський                  | Немишля                                                          |
| 1-й Плідний              | пров.  | 640        |                                                                                    | Немишлянський                  | Немишля                                                          |
| Плодовий                 | в-д    | 190        |                                                                                    | Новобаварський                 | Нова Баварія                                                     |
| 1-й Побережний           | в-д    |            |                                                                                    | Київський                      |                                                                  |
| 2-й Побережний           | в-д    |            |                                                                                    | Київський                      |                                                                  |
| 3-й Побережний           | в-д    |            |                                                                                    | Київський                      |                                                                  |
| 4-й Побережний           | в-д    |            |                                                                                    | Київський                      |                                                                  |
| Повітовий                | в-д    |            | 4-й в'їзд Челюскінців                                                              | Київський                      |                                                                  |
| Повітряна                | вул.   | 470        | Нестерова                                                                          | Слобідський                    | Аеропорт                                                         |
| Подільський              | в-д    | 80         |                                                                                    | Основ'янський                  | Жихор                                                            |
| Погорілка                | вул.   |            |                                                                                    | Слобідський                    | Павленки                                                         |
| Провулок                 | вул.   |            |                                                                                    | Слобідський                    | Павленки                                                         |
| Подільський              | пров.  | 390        | Подільський провулок, провулок Жана Марата, вулиця Гамарника                       | Основ'янський                  | Поділ                                                            |
| Поезії                   | м-н    |            |                                                                                    | Київський                      | Центр                                                            |
| Поетичний                | пров.  | 450        | Чехова, Вороніхіна                                                                 | Слобідський                    | Селище ім. Герцена                                               |
| Поздовжня                | вул.   | 510        |                                                                                    | Київський                      | Селище Жуковського                                               |
| Познанська               | вул.   | 470        |                                                                                    | Салтівський                    | Салтівка                                                         |
| Покотилівська            | вул.   |            |                                                                                    | Новобаварський                 | Покотилівка                                                      |
| Покотилівський           | пров.  | 135        |                                                                                    | Новобаварський                 |                                                                  |
| Полинна                  | вул.   |            |                                                                                    | Київський                      | Велика Данилівка                                                 |
| Полинний                 | в-д    |            |                                                                                    | Київський                      | Велика Данилівка                                                 |
| Поліграфічна             | вул.   | 540        |                                                                                    | Індустріальний                 |                                                                  |
| Поліканова               | вул.   |            |                                                                                    | Київський                      | Селище Жуковського                                               |
| Поліська                 | вул.   | 640        | Сибірська                                                                          | Слобідський                    | Селище ім. Герцена                                               |
| Поліський Яр             | вул.   |            |                                                                                    | Холодногірський                | Таборове                                                         |
| Політехнічна             | вул.   | 300        | Технологічна                                                                       | Київський                      | Нагірний                                                         |
| Полковницький            | пров.  | 390        | Інтернаціональний                                                                  | Основ'янський                  | Жихор                                                            |
| Половецька               | вул.   | 180        |                                                                                    | Салтівський                    | Рашкіна Дача                                                     |
| Полтавська               | вул.   | 570        |                                                                                    | Основ'янський                  | Заїківка                                                         |
| Полтавський              | в-д    | 70         |                                                                                    | Основ'янський                  | Заїківка                                                         |
| Полтавський              | пров.  | 515        |                                                                                    | Новобаварський                 | Холодна Гора                                                     |
| Полтавський Шлях         | вул.   | 5190       | Полтавська вулиця, Новоросійська вулиця, Катеринославська вулиця, вулиця Свердлова | Холодногірський Новобаварський | Залопань, Гончарівка, Залізничний вокзал, Карпівка, Холодна Гора |
| Полуничний               | в-д    | 140        | Марата                                                                             | Основ'янський                  | Жихор                                                            |
| Польова                  | вул.   | 2110       |                                                                                    | Слобідський                    |                                                                  |
| 1-й Польовий             | в-д    | 220        |                                                                                    | Слобідський                    |                                                                  |
| 2-й Польовий             | в-д    | 700        |                                                                                    | Слобідський                    |                                                                  |
| Польовий                 | пров.  | 110        |                                                                                    | Слобідський                    |                                                                  |
| Полярна                  | вул.   | 645        |                                                                                    | Шевченківський                 | Павлівка                                                         |
| Пономаренківська         | вул.   | 1210       |                                                                                    | Індустріальний                 | Східний                                                          |
| Пономаренківський        | в-д    | 320        |                                                                                    | Індустріальний                 | Східний                                                          |
| Пономаренківський        | пров.  | 360        |                                                                                    | Індустріальний                 | Східний                                                          |
| Пономаренківський        | пр-д   | 410        |                                                                                    | Індустріальний                 | Східний                                                          |
| Пономарівський           | пров.  | 190        |                                                                                    | Київський                      | Журавлівка                                                       |
| Пономарівська            | вул.   | 360        |                                                                                    | Київський                      | Журавлівка                                                       |
| Попаснянська             | вул.   | 480        | Батайська                                                                          | Основ'янський                  | Основа                                                           |
| 1-ша Поперечна           | вул.   | 374        |                                                                                    | Салтівський                    | Стара Салтівка                                                   |
| Порічкова                | вул.   | 1030       | Микити Ізотова                                                                     | Київський                      | Велика Данилівка                                                 |
| Портова                  | вул.   | 165        |                                                                                    | Основ'янський                  | Овочева, Аеропорт                                                |
| Портретний               | в-д    |            | Суворова                                                                           | Немишлянський                  |                                                                  |
| Порту                    | пр-д   | 90         | 3-й Зеленодільський проїзд                                                         | Індустріальний                 | Східний                                                          |
| Португальський           | пр-д   | 200        | 2-й Зеленодільський проїзд                                                         | Індустріальний                 | Східний                                                          |
| Посадський               | пров.  | 90         | Каракозова                                                                         | Новобаварський                 | Холодна Гора                                                     |
| Посольська               | вул.   | 1030       | Грибоєдова                                                                         | Новобаварський                 | Нова Баварія                                                     |
| Потебні                  | вул.   | 260        | Підгорянка, Підгорна                                                               | Київський                      | Центр                                                            |
| Поштовий                 | пров.  | 265        |                                                                                    | Салтівський                    | Захарків                                                         |
| Праведників              | вул.   | 440        | Орська                                                                             | Шевченківський                 | Павлове Поле                                                     |
| Празький                 | пров.  | 170        | Майкопський                                                                        | Немишлянський район            | Стара Салтівка                                                   |
| Праці                    | вул.   | 760        |                                                                                    | Холодногірський                | Залютине                                                         |
| Праці                    | пров.  | 170        |                                                                                    | Холодногірський                | Залютине                                                         |
| Працюючих                | вул.   | 340        |                                                                                    | Немишлянський                  | Немишля                                                          |
| Пржевальського           | вул.   | 210        |                                                                                    | Шевченківський                 | Павлівка                                                         |
| Привільна                | вул.   |            |                                                                                    | Салтівський                    |                                                                  |
| Привітний                | пров.  | 180        | Кантемира                                                                          | Київський                      | Журавлівка                                                       |
| Привокзальна             | вул.   | 930        |                                                                                    | Основ'янський                  | Основа                                                           |
| Привокзальний            | м-н    |            |                                                                                    | Холодногірський                | Залізничний вокзал                                               |
| Привокзальний            | пров.  | 470        |                                                                                    | Основ'янський                  | Основа                                                           |
| Приймаківська            | вул.   | 140        |                                                                                    | Київський                      | Журавлівка, Лазьківка                                            |
| Прикордонна              | вул.   | 730        |                                                                                    | Холодногірський                | Лиса Гора                                                        |
| Прилуцька                | вул.   |            | Томська                                                                            | Основ'янський                  |                                                                  |
| Прилуцький               | пров.  |            | Томський                                                                           | Основ'янський                  |                                                                  |
| Примерівська             | вул.   | 430        |                                                                                    | Салтівський                    | Захарків                                                         |
| Приміський               | пров.  | 210        |                                                                                    | Новобаварський                 | Лідне                                                            |
| 5-й Приміський           | в-д    | 240        |                                                                                    | Новобаварський                 | Лідне                                                            |
| 5-й Приміський           | пр-д   |            |                                                                                    | Новобаварський                 |                                                                  |
| Поздовжня                | вул.   | 480        | Поздовжня                                                                          | Немишлянський                  | Немишля                                                          |
| 2-й Прирічковий          | пров.  |            |                                                                                    | Немишлянський                  |                                                                  |
| 3-й Прирічковий          | пров.  |            |                                                                                    | Немишлянський                  |                                                                  |
| Приходьківська           | вул.   | 180        |                                                                                    | Київський                      | Тюрінка                                                          |
| Приходьківський          | пров.  | 210        |                                                                                    | Новобаварський                 | Москалівка                                                       |
| Причепилівський          | пров.  | 370        | Тарханівський                                                                      | Новобаварський                 | Лідне                                                            |
| Прогінний                | пров.  |            |                                                                                    | Немишлянський                  | Бражники                                                         |
| Прогрес                  | вул.   | 245        |                                                                                    | Холодногірський                |                                                                  |
| Прогресивна              | вул.   | 850        |                                                                                    | Немишлянський                  | Немишля                                                          |
| Прогресивний             | пров.  | 290        |                                                                                    | Немишлянський                  | Немишля                                                          |
| Проектна                 | вул.   | 415        |                                                                                    | Немишлянський                  | Немишля                                                          |
| Проектний                | в-д    | 75         |                                                                                    | Шевченківський                 | Павлове Поле                                                     |
| Прозаїчний               | в-д    |            | Ціолковського                                                                      | Основ'янський                  |                                                                  |
| Проїзний                 | пров.  | 340        |                                                                                    | Новобаварський                 | Холодна Гора                                                     |
| Проліскова               | вул.   |            |                                                                                    | Київський                      |                                                                  |
| Пролісковий              | пров.  |            |                                                                                    | Київський                      |                                                                  |
| Променистий              | пров.  | 210        |                                                                                    | Київський                      | Велика Данилівка                                                 |
| Промислова               | вул.   |            |                                                                                    | Шевченківський                 |                                                                  |
| Промисловий              | в-д    |            |                                                                                    | Шевченківський                 |                                                                  |
| Прорізна                 | вул.   | 390        |                                                                                    | Київський                      | Журавлівка                                                       |
| Проскурівська            | вул.   | 180        |                                                                                    | Індустріальний                 |                                                                  |
| Проспектна               | вул.   | 800        |                                                                                    | Київський                      | Тюрінка                                                          |
| Просяний                 | пр-д   | 70         | 2-й Орловський                                                                     | Слобідський                    | Одеська                                                          |
| Професора Отамановського | вул.   | 780        | Коломенська                                                                        | Шевченківський                 | Шатилівка                                                        |
| Професорська             | вул.   | 400        |                                                                                    | Шевченківський                 | Сокільники                                                       |
| Профспілкова             | вул.   | 485        |                                                                                    | Немишлянський                  | Немишля                                                          |
| Профспілковий            | бул.   | 1500       |                                                                                    | Новобаварський                 | Холодна Гора                                                     |
| Прохолодний              | пров.  | 570        | Революції                                                                          | Київський                      | Велика Данилівка                                                 |
| Прудна                   | вул.   | 290        |                                                                                    | Київський                      | Велика Данилівка                                                 |
| Прудний                  | в-д    |            |                                                                                    | Київський                      |                                                                  |
| 1-й Прудний              | пров.  | 250        |                                                                                    | Київський                      | Велика Данилівка                                                 |
| 2-й Прудний              | пров.  | 250        |                                                                                    | Київський                      | Велика Данилівка                                                 |
| Прудянська               | вул.   |            |                                                                                    | Шевченківський                 |                                                                  |
| 1-й Прудянський          | пров.  |            |                                                                                    | Шевченківський                 |                                                                  |
| 2-й Прудянський          | пров.  |            |                                                                                    | Шевченківський                 |                                                                  |
| Псарівський              | пров.  | 105        |                                                                                    | Новобаварський                 | Новоселівка                                                      |
| Пулавська                | вул.   |            |                                                                                    | Індустріальний                 |                                                                  |
| Путивельська             | вул.   | 260        |                                                                                    | Холодногірський                | Залютине, Табірне                                                |
| Путивельський            | пров.  | 370        |                                                                                    | Холодногірський                | Залютине, Табірне                                                |
| Путивельський            | пр-д   | 205        |                                                                                    | Холодногірський                | Залютине                                                         |
| Путилівський             | пров.  |            |                                                                                    | Шевченківський                 |                                                                  |
| Пушкарівська             | вул.   | 745        |                                                                                    | Новобаварський                 | Новоселівка                                                      |
| Пушкарівський            | пров.  | 180        | вул. Селявкіна                                                                     | Холодногірський                | Гиївка                                                           |
| Пушкарна                 | вул.   | 280        | Середньоуральська                                                                  | Слобідський                    |                                                                  |
| Пушкарний                | пров.  | 150        | Середньоуральський                                                                 | Слобідський                    |                                                                  |
| Пушкарний                | в-д    | 35         | Середньоуральський                                                                 | Слобідський                    |                                                                  |
| Пшенична                 | вул.   | 330        | Орловська                                                                          | Слобідський                    | Одеська                                                          |
| П'ятисотницька           | вул.   | 510        |                                                                                    | Новобаварський                 | Григорівка                                                       |
| П'ятихатська             | вул.   | 1060       |                                                                                    | Індустріальний                 | Сонячний, Східний                                                |